# Like Drawing Blood
Like Drawing Blood é o segundo álbum do cantor Belga-Australiano Gotye. Todos os sons, ritmos e arranjos musicais deste álbum foram coletados, montados ou apresentados por Wally De Backer em diferentes lugares ao redor de Melbourne, especialmente preparados para as gravações entre os anos de 2003 e 2005. O disco foi mixado e masterizado por Franc Tétaz (Wolf Creek soundtrack, Machine Translations, Architecture in Helsinki). Este álbum foi fortemente destacado por Triple J em maio de 2006 e indicado para o J Award, que, apesar de não ganhar, emprestou considerável publicidade a este álbum.
O Drawing Blod recebeu o n°1 de 2006 no Triple J Album Poll, como o melhor album do ano  votado pelos ouvintes do Triple J. o album foi também lançado na Bélgica, em 2008, com duas alterações: ele contém uma nova versão de Learnalilgivinanlovin, e a música A Distinctive Sound é substituída pela nova versão de The only thing I Know ( a original apareceu no 1° album do Gotye Boardface). Três músicas foram lançadas na Bélgica: Learnalilgivinanlovin, Hearts a Mess, e Coming Back. O album Drawing Blood também recebeu o 11° lugar de 100 no Triple J. Hottest Australian de 2011 como de todos os tempo, o mais votado pelos ouvintes.